# Armand Petitjean (parfumeur)
Pour les articles homonymes, voir Petitjean et Armand Petitjean.
À ne pas confondre avec Armand Petitjean (1913-2003), son fils, écrivain et philosophe.
 (janvier 2019).
Si vous disposez d'ouvrages ou d'articles de référence ou si vous connaissez des sites web de qualité traitant du thème abordé ici, merci de compléter l'article en donnant les références utiles à sa vérifiabilité et en les liant à la section « Notes et références ».
Armand Petitjean (né en 1884 à Saint-Loup-sur-Semouse dans la Haute-Saône, mort en 1970) est le fondateur de la société de parfums et cosmétiques Lancôme, aujourd'hui propriété du groupe L'Oréal.

## Biographie
Né dans une famille des distillateurs, il se lance d'abord dans le commerce avec l'Amérique du Sud, habitant notamment à Santiago (Chili). Il y a en effet créé, avec ses deux frères, une société d'import-export. Cette aventure dure jusqu'en 1925 environ. Militaire pendant la Première Guerre mondiale, le secrétaire général du ministère des affaires étrangères Philippe Berthelot lui permet d'échapper aux tranchées.
Collaborateur du parfumeur François Coty, il s'y découvre un nez. Après la mort de ce dernier en 1934, il crée le 21 février 1935 la marque Lancôme, qui connaît vite un grand succès. Son refus des innovations marketing contribuera aux difficultés de la société à la fin des années 1950. Il cède l'entreprise à son fils l'écrivain Armand Marcel Petit-Jean (1913-2003) en 1961, qui la vendra en 1964 à L'Oréal.

## Distinction
Il est décoré en 1956 de la Grande Médaille d'Honneur de la Ville de Paris.